# Centro Sportivo Alagoano
Centro Sportivo Alagoano (of kortweg CSA) is een Braziliaanse voetbalclub uit Maceió, de hoofdstad van de staat Alagoas.

## Geschiedenis
De club werd op 7 september 1913 opgericht als Centro Sportivo Sete de Setembro naar de onafhankelijkheidsdag en werd een jaar later hernoemd in Centro Sportivo Floriano Peixoto naar Floriano Peixoto. In 1918 werd de huidige naam aangenomen. In 1922 ging de club in het Estádio do Mutange spelen, destijds een van de modernste stadions van de staat.
In 1927 startte het staatskampioenschap van Alagoas. CSA werd vicekampioen achter de toekomstige aartsrivaal CRB. Een jaar later won de club de eerste titel. CSA en CRB wisselden zich meestal al wat betreft het winnen van de staatstitel. Op 28 januari 1945 won de club met maar liefst 0-22 tegen Esporte Maceió. In 1951 speelde de club voor het eerst een internationale wedstrijd tegen het Argentijnse Vélez Sarsfield, het werd 1-1.
In 1959 werd de Taça Brasil ingevoerd, een soort eindronde van staatskampioenen. Daarvoor was de staatscompetitie de hoogst mogelijke competitie en zat Brazilië altijd zonder landskampioen. CSA kreeg, als kampioen van 1958, de eer om als eerste club van de staat op nationaal niveau te spelen. Ze verloren in de eerste ronde met zware cijfers van de latere landskampioen Bahia. Ook twee jaar later werd de club in de eerste ronde verslagen, nu door Campinense. In 1964 verloren ze van Confiança. Twee jaar later versloegen ze zowel Confiança als Campinense en plaatste zich voor de finale van de noordoostelijke zone, waarin ze het moesten afleggen van Vitória. In 1967 werd er in groepsfase gespeeld met vier clubs en nu werd de club tweede achter Treze en was uitgeschakeld. In de laatste editie van de Taça eindigden ze ook tweede in de groepsfase.
In 1971 werd de Série A ingevoerd als nieuwe hoogste klasse, maar in het eerste seizoen was er enkel plaats voor de grootste clubs. Vanaf 1972 tot halverwege de jaren tachtig kregen de staten één of meerdere plaatsen toegewezen in de Série A. In 1972 nam de club deel aan een voorloper van de Série B en werd daar derde. In 1974 nam de club voor het eerst deel aan de Série A. In 1979 werd de club groepswinnaar en werd in de tweede groepsfase vierde. Het volgende seizoen werd de Série B heringevoerd en de club bereikte de finale die ze verloren van Londrina. Het volgende seizoen bereikte de club de derde fase in de Série A, met rechtstreekse uitschakeling. Na een gelijkspel tegen Botafogo verloren ze de terugwedstrijd met 2-0 en werden zo in de 1/8ste finale uit het toernooi gewipt. Het volgende seizoen werd de club in de eerste ronde uitgeschakeld, maar mocht datzelfde jaar wel nog aantreden in de Série B aantreden en bereikte opnieuw de finale, die verloren werd van Campo Grande. Ook in 1983 mocht de club na een vroege uitschakeling in de Série A naar de Série B, waar opnieuw de finale bereikt werd, die deze keer van Juventus verloren werd.
In 1985 bereikte de club de tweede groepsfase, waarin nog maar zestien clubs overbleven, hier werden ze wel laatste in hun groep. De volgende twee jaar kon de club geen potten meer breken. Vanaf 1988 werd de competitie niet meer toegankelijk voor alle staten en was een staatstitel niet meer voldoende om aan de Série A deel te nemen. De club werd wel staatskampioen dat jaar en mocht in 1989 werd aan de Série B deelnemen, zonder veel succes. Na nog een deelname aan de Série B in 1991 en 1992 nam de club van 1994 tot 1999 zes keer op rij deel aan de Série C maar kwam niet in de buurt van promotie. In 1999 bereikte de club de halve finale van de Copa do Nordeste. De kampioen hiervan mocht deelnemen aan de Copa CONMEBOL, maar Vitória bedankte hiervoor. Nadat ook Bahia en Sport de uitnodiging afwezen mocht CSA deelnemen waardoor ze voor het eerst een internationaal toernooi speelden. Nadat Vila Nova verslagen werd wonnen ze in de kwartfinale van Estudiantes de Mérida, dat in de hoogste klasse speelde. In de halve finale kwamen ze opnieuw een Braziliaans team tegen, São Raimundo, dat na strafschoppen verslagen werd. In de finale trof CSA Talleres de Córdoba uit Argentinië. Na een 4-2 thuisoverwinning leek een internationale trofee dichtbij, maar in de terugwedstrijd werd het 3-0 waardoor ze de titel misliepen.
In 2000 was er geen reguliere competitie maar werd de Copa João Havelange gespeeld. CSA nam aan een competitie deel die overeenkwam met de Série B, maar eindigde in de middenmoot. De volgende jaren nam de club nog deel aan de Série C, maar in 2003 gebeurde het ondenkbare. CSA werd laatste in de competitie en degradeerde voor het eerst in de geschiedenis. De club had twee seizoenen nodig om terug te komen en speelde in 2006 alweer de finale om de titel, die verloren werd van Coruripe. In 2008 werd de club opnieuw staatskampioen, maar een jaar later volgde een nieuwe degradatie. De club werd kampioen in de tweede klasse en mocht deelnemen aan de Série D omdat geen enkel ander team uit de staat hier interesse in had. De club werd groepswinnaar en verloor in de tweede ronde van Sampaio Corrêa.
Na een derde plaats in de competitie in 2012 namen ze opnieuw deel aan de Série D, waar ze groepswinnaar werden. Echter in de tweede ronde werden ze verslagen door Campinense. Het volgende seizoen verloor de club de staatstitelfinale van eeuwige rivaal CRB en werd in de Série D zelfs laatste in zijn groep. Na twee jaar in de middenmoot en geen nationaal voetbal werden ze opnieuw vicekampioen achter CRB. In de Série D bereikten ze de finale, en versloegen onder weg Ituano en São Bento, uit het doorgaanse sterkere Campeonato Paulista. In de finale verloren ze van Volta Redonda, maar reeds in de halve finale was de promotie een feit. Het volgende seizoen in de Série C eindigde de club na de reguliere speeltijd eerste samen met Sampaio Corrêa en versloeg in de volgende rondes Tombense en São Bento. In de finale versloegen ze Fortaleza en werden ze kampioen van de Série C. Na een afwezigheid van 18 jaar keerde de club zo terug naar de Série B, waar ook stadsrivaal CRB speelt.
2018 werd een memorabel seizoen in de clubgeschiedenis. De club werd tweede in de Série B en bereikte voor het eerst op eigen kracht de Série A. De vorige deelnames waren toen alle staten nog deelnemers mochten leveren en dus ook kleinere clubs in de hoogste klasse konden aantreden. De club kon het behoud echter niet verzekeren en degradeerde meteen. 
CSA speelt in het Mutangestadion dat plaats biedt aan 4.000 toeschouwers. De  latere Braziliaanse president Fernando Collor de Mello was in 1976 voorzitter van de club en zanger Djavan speelde er als middenvelder.

## Erelijst
- Campeonato Alagoano: 40
  - 1928, 1929, 1933, 1935, 1936, 1941, 1942, 1944, 1949, 1952, 1955, 1956, 1957, 1958, 1960, 1963, 1965, 1966, 1967, 1971, 1974, 1975, 1980, 1981, 1982, 1984, 1985, 1988, 1990, 1991, 1994, 1996, 1997, 1998, 1999, 2008, 2018, 2019, 2021
- Copa CONMEBOL
  - finalist: 1999
- Campeonato Brasileiro Série B
  - tweede plaats: 1980, 1982, 1983, 2018
- Campeonato Brasileiro Série C
  - 2017
- Copa Alagoas

2006, 2024

## Bekende spelers
- Catanha
- Dida